# Avdotia Panaïeva
 (février 2024).
Avdotia Yakovlevna Panaïeva, née Brianskaïa, Авдотья Яковлевна Панаева, (Saint-Pétersbourg - 12 août 1820 - Saint-Pétersbourg - 11 avril 1893) est une femme de lettres russe, auteur prolifique de romans, sous le pseudonyme de N. Stanitsky. Elle était l'épouse de l'écrivain Ivan Panaïev, collaborateur de Nikolaï Nekrassov à la revue littéraire Le Contemporain et fut la maîtresse de Nekrassov pendant quinze ans, avec qui elle écrivit deux romans, dont Le Lac mort.
Avdotia Panaïeva est l'auteur de Mémoires.